# برنج بی‌باران
برنج بی باران (به انگلیسی: Rice without Rain) رمانی از خانم مین فونگ هو نویسنده چینی الاصل آمریکایی که در سال ۱۹۸۶ چاپ شده‌است.
پروین قائمی این رمان رابه فارسی ترجمه و در سال ۱۳۷۱ چاپ کرده‌است.
مین فونگ هو این رمان را با نهایت احترام به کسانی تقدیم کرده‌است که در ۶ اکتبر ۱۹۷۶ در دانشگاه ثاماسارت (به انگلیسی: Thammasart) جان خود را در راه آزادی از دست دادند.